# Падна
Падна (словен. Padna) — поселення в общині Піран, Регіон Обално-крашка, Словенія. Висота над рівнем моря: 208,4 м. Вперше згадується в джерелах у 1186 році.